# Frans Francken II
Cet article concerne Frans Francken le Jeune. Pour son père du même nom, voir Frans Francken I. Pour les autres personnages ayant porté ce nom de famille, voir Franken (homonymie).
Frans Francken le Jeune, parfois aussi appelé Frans Francken II ou francisé en François Francken le Jeune, né à Anvers en 1581 où il est mort le 6 mai 1642, est un peintre flamand des Pays-Bas espagnols. Il crée des retables et des panneaux de meubles et acquiert sa réputation principalement grâce à ses petits et délicates peintures de cabinet aux thèmes historiques, mythologiques ou allégoriques. Il est le membre le plus connu et le plus prolifique de la grande famille d'artistes Francken. Frans Francken joue un rôle important dans le développement de l'art flamand dans la première moitié du XVIIe siècle grâce à ses innovations dans de nombreux genres, y compris les scènes de genre et son introduction de nouveaux sujets. Il est un collaborateur fréquent des principaux peintres anversois de son temps.

## Biographie
Frans Francken le Jeune fait partie d'une famille de peintres active à Anvers durant cinq générations aux XVIe et XVIIe siècles. Il est le quatrième fils, et le plus réputé de Frans Francken I dont il est l'élève, et d'Elisabeth Mertens. Son père est l'élève du plus grand peintre d'histoire anversois Frans Floris et l'un des plus importants créateurs de retables de son temps en Flandre. Frans, avec son frère Hieronymus Francken II, peut, en plus, avoir reçu une formation dans l'atelier de leur oncle Hieronymus Francken I à Paris. Il est difficile de différencier la contribution du père de celle du fils, car leurs styles sont très proches.
Il travaille probablement d'abord dans l'atelier familial avant de devenir maître indépendant de la Guilde de Saint-Luc d'Anvers en 1605, dont il est le doyen en 1614. Il est diacre de la Guilde en 1616. Son talent est reconnu dès son plus jeune âge. Dès 1607, il peut acheter une maison dans le centre-ville où il établit sa résidence et son atelier de peinture, l'un des plus prospères de la ville.
Le 8 novembre 1607, Frans Francken épouse Elisabeth Plaquet « avec la permission spéciale de l'évêque ». Cela peut avoir quelque chose à voir avec le fait que leur fils aîné est né avant la fin de 1607. Son fils reçoit le même nom que son père et son grand-père. Il est connu sous le nom de Frans III et en tant qu'artiste, il méritera plus tard le surnom de Rubense Francken (Francken Rubensien). Trois autres garçons et cinq filles sont nés du couple ; l'un d'eux, Hieronymus, devient également peintre et travaille dans l'atelier de son père.
Parmi ses élèves, figurent Daniel Hagens (1616/1617), le monogrammiste NF, son frère Hieronymus II et son fils Frans III.

## Œuvres

### Spécificités

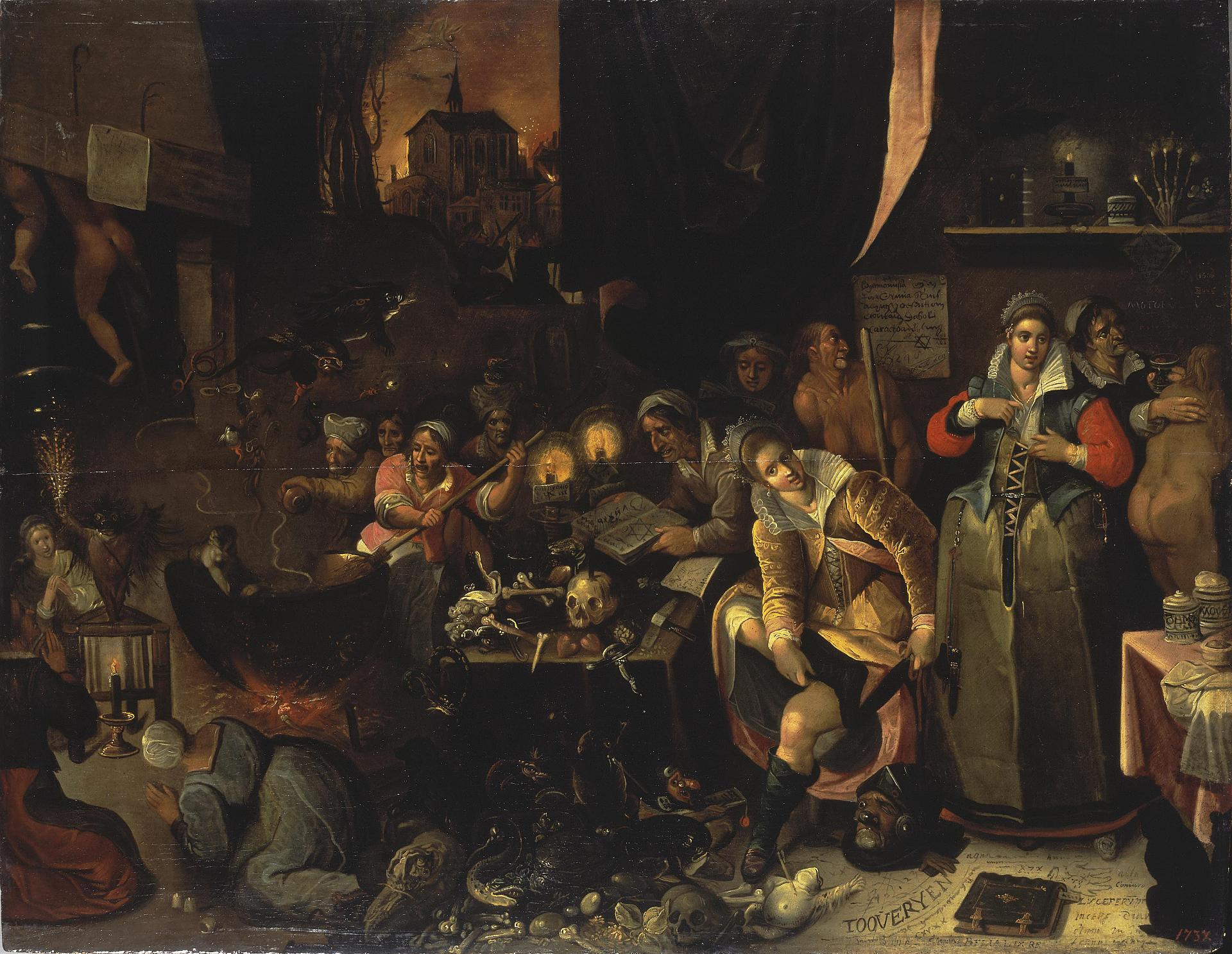
La cuisine des sorcières.

Frans Francken le Jeune est un artiste polyvalent qui est actif dans de nombreux genres et introduit de nouveaux sujets dans l'art flamand. Sa production comprend essentiellement des tableaux de petites dimensions traitant souvent de sujets mythologiques ou allégoriques et de scènes historiques et religieuses, parfois copiés avec quelques variantes, mettant l'accent sur les personnages. Il invente ou popularise plusieurs thèmes nouveaux qui deviennent populaires dans la peinture flamande, comme les scènes de genre peuplées de singes (ou Singerie) et les Kunstkammer ou peintures de cabinet de curiosités où son exposés des trésors naturels et artistiques contre un mur neutre tels que Le Triomphe de Neptune et d'Amphitrite et L'histoire de Crésus et de Solon. Il réalise également une série de peintures représentant des sorcières et des scènes de sorcellerie, dont des représentations de sabbats. Il peint aussi des paysages et des natures mortes, toujours réalisés selon une technique  raffinée qui rencontre le succès auprès des collectionneurs. Il réalise également quelques retables peints exposés à Anvers.
Ses peintures sont conservées par la plupart des grands musées d'Europe.

### Signature
Il signe ses œuvres « de jonge Frans Francken » (« le jeune Frans Francken ») avant la mort de son père en 1616. À partir de la fin des années 1620, il utilise la signature « de oude Fr. Francken » (« Fr. Francken l'ancien »), pour se distinguer de son fils Frans III. Son père avait également commencé à signer ses peintures avec « den oude Frans Francken » (« le vieux Frans Francken ») après que Frans Francken le Jeune soit devenu actif en tant qu'artiste.

### Peintures allégoriques

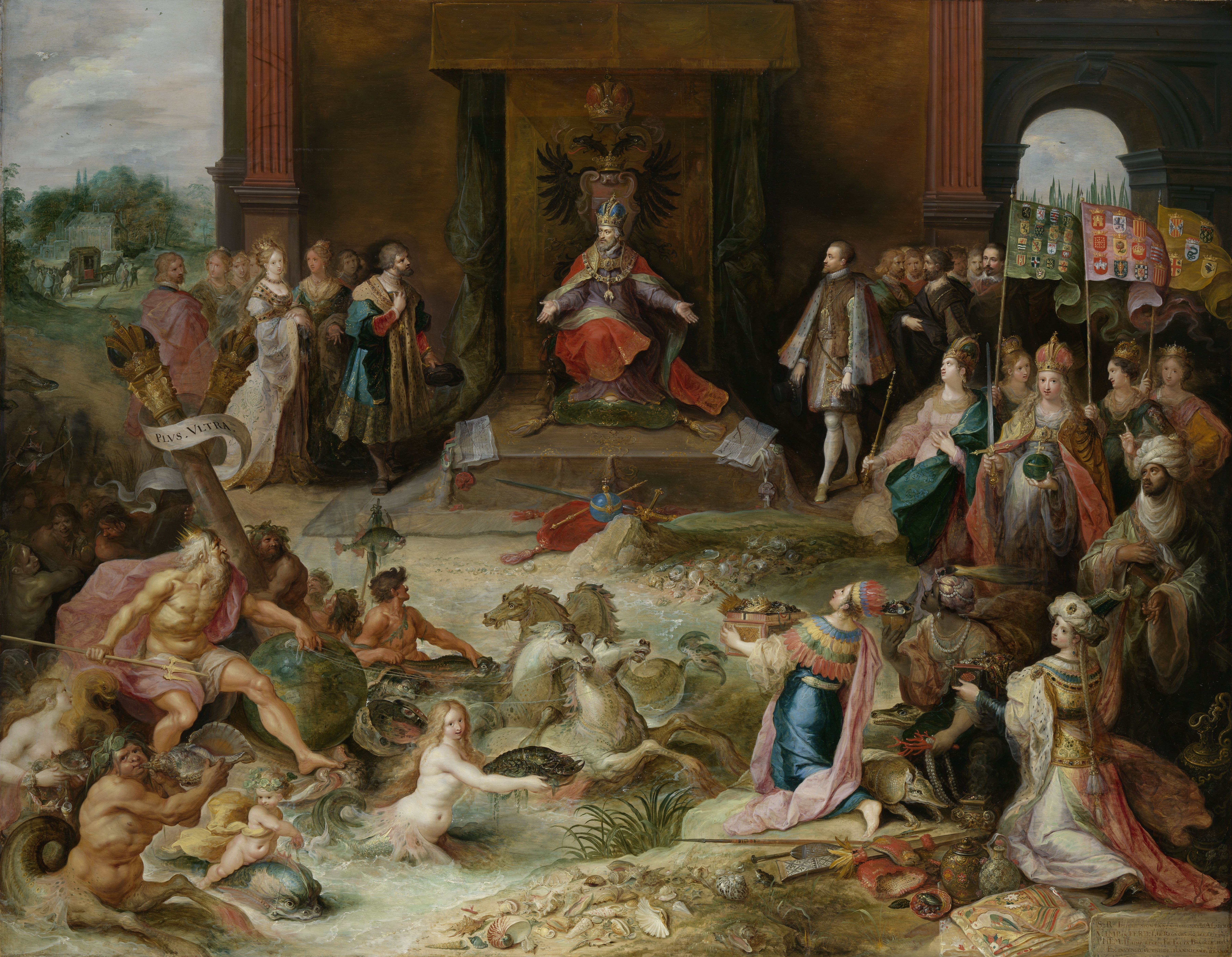
Allégorie de l'abdication de l'empereur Charles V à Bruxelles.

Une grande partie de la production de Frans Francken le Jeune consiste en peintures allégoriques dont l'Allégorie de l'abdication de l'empereur Charles V à Bruxelles (Rijksmuseum Amsterdam) est un exemple. Charles Quint, qui est en train de diviser son empire après une vie continue de guerre et de mauvaise santé, est assis sur son trône flanqué de ses successeurs Ferdinand Ier (empereur du Saint-Empire) et Philippe II (roi d'Espagne). Les personnifications des territoires de l'Empire avec leurs bannières sont agenouillées devant Philippe. Au premier plan, les personnifications des continents (Amérique, Afrique, Europe et Asie) offrent des cadeaux. À gauche, Neptune chevauche son char triomphal tiré par un hippocampe, accompagné de sirènes et de tritons. Un globe et deux colonnes avec une banderole où est inscrite « Plus ultra » sont visibles sur le char.
La composition Le dilemme éternel de l'humanité : le choix entre la vertu et le vice est une autre peinture allégorique (en prêt au Musée des Beaux-Arts (Boston)). Cette œuvre aurait été peinte à l'occasion d'un mariage et mêle symbolisme mythologique et chrétien. Il représente le choix éternel de l'humanité entre la vertu et le vice et représente le ciel, la terre et l'enfer.

### Singeries

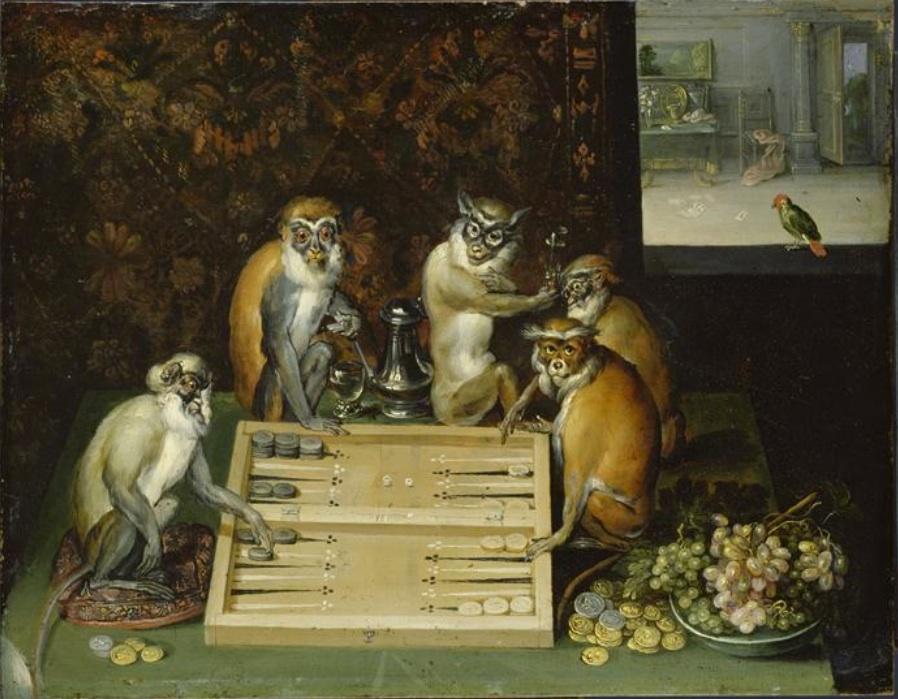
Singes jouant au backgammon.

Frans Francken contribue au développement du genre de la « scène de singe », également appelée « singerie », mot qui signifie aussi en français « grimace, comportement ou tour comique ». Les scènes comiques avec des singes apparaissant en costume humain dans un environnement humain sont un genre pictural qui est initié dans la peinture flamande au XVIe siècle et se développe ensuite au XVIIe siècle.
Le graveur flamand Pieter van der Borcht introduit la singerie comme thème indépendant vers 1575 dans une série d'estampes fortement ancrées dans la tradition artistique de Pieter Brueghel l'Ancien. Ces estampes sont largement diffusées et le thème est ensuite été repris par d'autres artistes flamands. Le premier à le faire est Frans Francken le Jeune qui joue un rôle important dans le développement du genre. Jan Brueghel l'Ancien, Jan Brueghel le Jeune, Sébastien Vrancx et Jan van Kessel y contribuent ensuite. David Teniers le Jeune devient le principal praticien du genre et le développe avec son jeune frère Abraham Teniers. Plus tard au XVIIe siècle, Nicolaes van Verendael commence également à peindre ces « scènes de singes ».

### Peintures de cabinet

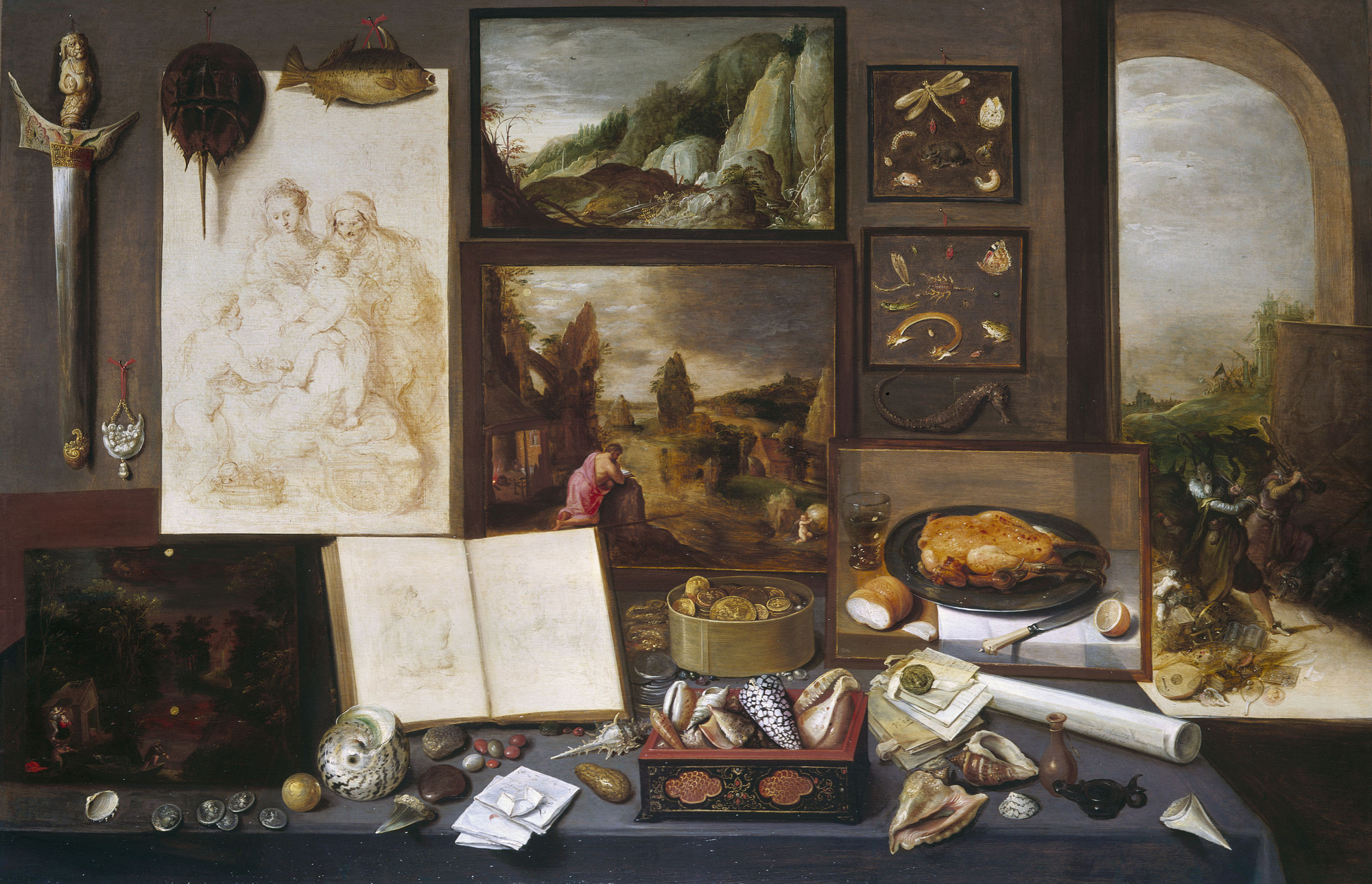
Cabinet d'un collectionneur, Royal Collection.

Frans Francken le Jeune et Jan Brueghel l'Ancien sont les premiers artistes à créer des peintures représentant les collections de curiosités dans les années 1620, comme Un Cabinet de curiosités. Les peintures de cabinet représentent de grandes salles dans lesquelles de nombreuses peintures et autres objets précieux sont exposés dans un cadre élégant. Les premières œuvres de ce genre représentent des objets d'art ainsi que d'autres éléments tels que des instruments scientifiques ou des spécimens naturels particuliers. Certaines peintures de cabinet comprennent des portraits des propriétaires ou des collectionneurs d'objets d'art ou d'artistes au travail.
Les peintures sont chargées de symbolisme et d'allégorie et reflètent les préoccupations intellectuelles de l'époque, dont la culture de la vertu personnelle et l'importance du savoir-faire. Le genre devient immédiatement devenu très populaire et est suivi par d'autres artistes tels que Jan Brueghel le Jeune, Cornelis de Baellieur, Hans Jordaens I, David Teniers le Jeune, Gillis van Tilborch et Hieronymus Janssens.

### Tableaux de guirlandes

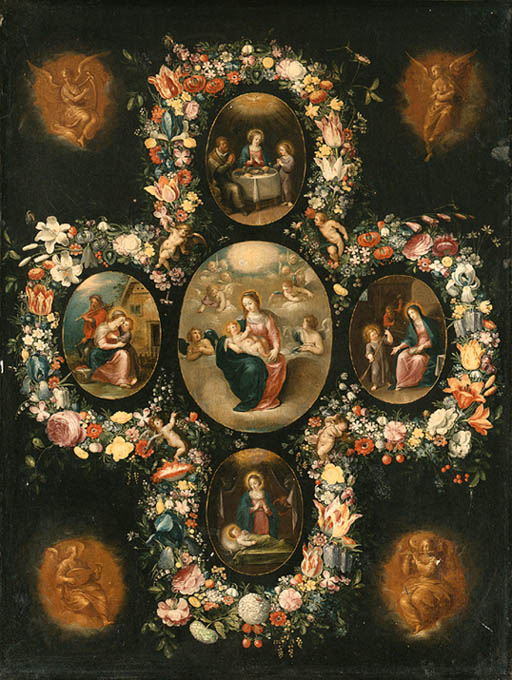
Frans Francken II et son atelier, La Vierge et l'Enfant avec des scènes de la vie du Christ.

le Jeune et Philips de Marlier dans la production de peintures de guirlandes. Les peintures de guirlandes sont un type particulier de nature morte développé à Anvers par des artistes tels que Jan Brueghel l'Ancien, Jan Brueghel le Jeune, Hendrick van Balen, Andries Daniels, Pierre Paul Rubens et Daniel Seghers. Elles représentent généralement une guirlande de fleurs autour d'une image ou d'un portrait de dévotion. Ce genre est inspiré par le culte de vénération et de dévotion à Marie répandu à la cour des Habsbourg (alors les dirigeants des Pays-Bas méridionaux) et à Anvers en général.
Les peintures de guirlandes sont généralement le fruit de collaborations entre un peintre de natures mortes et un peintre de figures. Dans ses collaborations sur les peintures de guirlandes, Francken peint la figure ou la représentation centrale tandis que le peintre de natures mortes crée la guirlande. Il développe le genre avec Andries Daniels, créant de nombreuses formes spéciales, parmi lesquelles des guirlandes autour de médaillons avec les dizaines d'un chapelet.

### Tableaux religieux, retables

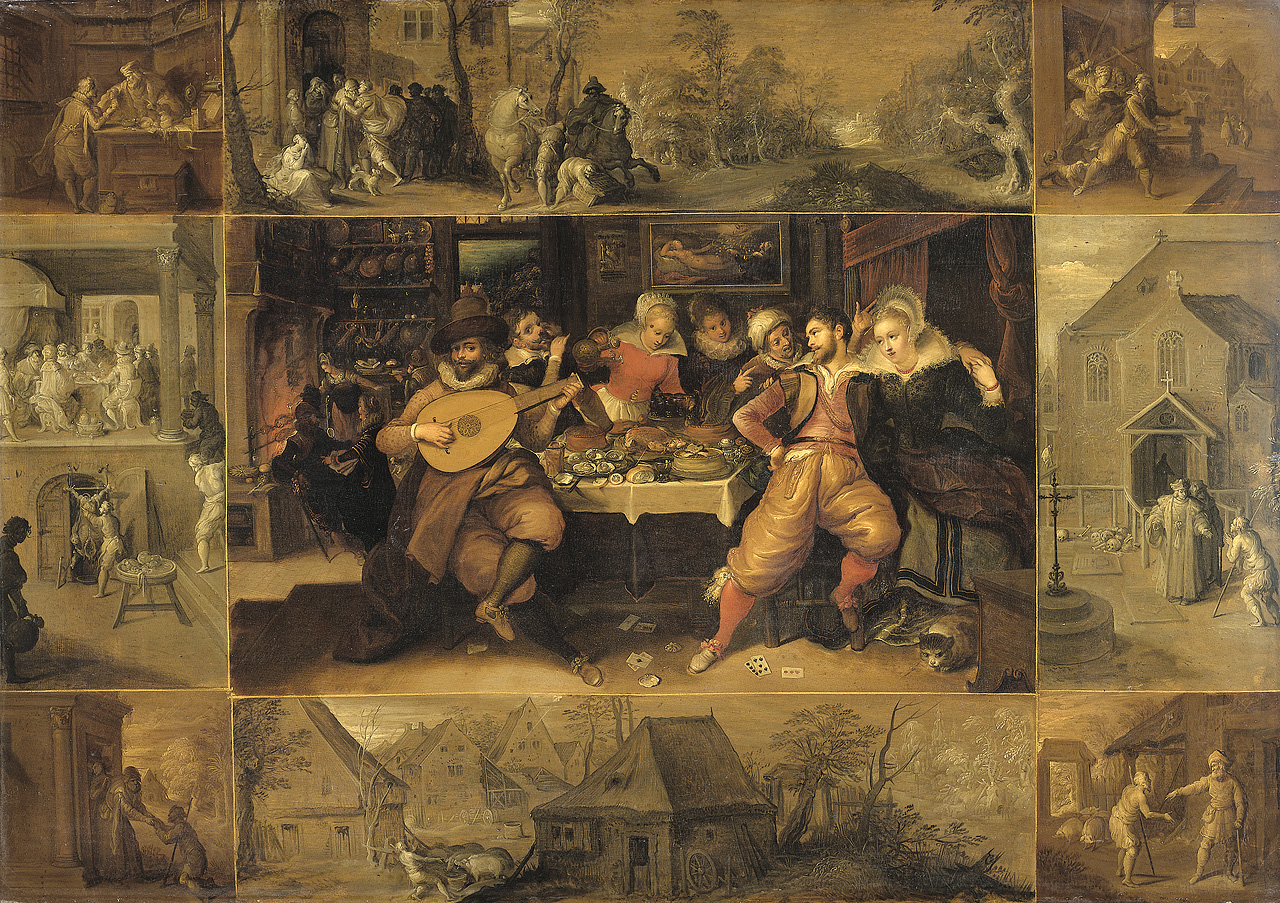
L'histoire du fils prodigue.

Plus tard dans sa vie, Frans Francken peint également de grands retables. Dans ces œuvres, il reste à l'abri de l'influence de Rubens, qui est un fort attrait pour les artistes flamands de cette époque. Ses œuvres religieuses sont plus redevables à l'œuvre de son père.
Parmi ses œuvres à thème religieux, certaines peintures sont inhabituelles et stylistiquement « réactionnaires » par rapport aux scènes bibliques, encadrées de chaque côté par de plus petites scènes en grisaille. Le cadre en grisaille fait écho au portail ecclésiastique de la Renaissance. Chaque scène de grisaille a sa propre perspective naturaliste et, par conséquent, les compositions offrent un étrange mélange de naturalisme tridimensionnel et de planéité archaïque. Francken utilise cette technique d'archaïsation dans les années 1620. Ce style a peut-être été inventé au XVIe siècle par le peintre flamand Gillis Mostaert dont certaines œuvres dans ce style ont été attribuées à tort à Frans Francken.
L'histoire du fils prodigue (Rijksmuseum, Amsterdam) en est un exemple : le panneau montre diverses scènes de la parabole du fils prodigue dans la bible. La parabole raconte l'histoire d'un père qui a deux fils. Le fils cadet demande son héritage et après avoir gaspillé sa fortune, devient indigent et doit vivre dans la misère. Il rentre chez lui avec l'intention de supplier son père de faire de lui l'un de ses serviteurs. Son père l'accueille et fête son retour mais le fils aîné refuse de participer. Au centre de la composition, Frans Francken dépeint la scène du fils prodigue pendant ses jours de grand train au cours desquels il a dilapidé son héritage. D'autres scènes de l'histoire à plus petite échelle et en grisaille sont représentées autour de cette scène centrale.

## Sélection d'œuvres

### Chronologie
- vers 1600 : L'arrivée de Cléopâtre à Tarse, Musée des beaux-arts de Nantes.
- 1610-1616 : Le Triomphe de Neptune et d'Amphitrite, huile sur bois, 51 × 70 cm, Galerie Palatine, Palais Pitti, Florence[18]
- vers 1620 : La Sainte famille dans une guirlande de fleurs, avec l'atelier de Jan Brueghel l'Ancien bois, 72 × 53 cm, musée du Louvre[19]
- vers 1621 : La reine Tomyris fait plonger la tête de Cyrus dans un vase de sang, huile sur cuivre, 48,5 × 64,5 cm, musée des beaux-arts de Dijon, Dijon
- 1622 : Salomon idolâtre, huile sur bois, 72 × 110 cm, Getty Museum, Los Angeles[20]
- 1633 : La Parabole du fils prodigue, bois, 61 × 86 cm, musée du Louvre[19]

### Par lieux de conservation

#### En Allemagne
- Karlsruhe, Staatliche Kunsthalle : La parabole du fils prodigue.

#### En Belgique
- Anvers, Musée royal des beaux-arts : Un Cabinet de curiosités ;
- Bruxelles,
  - Musées royaux des beaux-arts de Belgique : L'histoire de Crésus et de Solon ;
  - Maison d'Érasme : Le repas du mauvais riche ;
  - Musée de la Banque nationale de Belgique : L'avare et la Mort.

#### En Espagne
- Madrid, Musée du Prado : Histoires de l'ancien testament.
- Séville, Cathédrale Notre-Dame du Siège de Séville, Chapelle de San José : La cena del Rey Baltasar.

#### Aux États-Unis
- Boston, Museum of Fine Arts : Le dilemme éternel de l'humanité : le choix entre la vertu et le vice
- Sarasota, Ringling Museum of Art : Le triomphe de Neptune et Amphitrite[21].

#### En France
- Amiens : cathédrale Notre-Dame, chapelle Notre-Dame du Puy ou du Pilier rouge, Assomption de la Bienheureuse Vierge Marie ;
- Avignon, musée Calvet, Cabinet à peintures (dit aussi Kunstkammer), cabinet de chêne, ébène et bronze doré orné de douze panneaux peints illustrant chacun un passage de la Bible, 1623-1625 ;
- Bordeaux, musée des Beaux-Arts, Mercure apercevant Hersé dans le cortège des jeunes filles portant des offrandes au Temple d’Athéna, huile sur cuivre, legs Tauzin (1971).
- Châlons-en-Champagne, musée Garinet : Scène de Sorcellerie ;
- Chartres, musée des Beaux-Arts[22] :
  - La multiplication des pains, cuivre, 15 × 23 cm, don de Mme Rémy en 1867 ;
  - Les Noces de Cana, cuivre, 15 × 23 cm, don de Mme Rémy en 1867.
- Dijon, musée des Beaux-Arts, Thomyris, 1621, huile sur cuivre ;
- Dunkerque, musée des Beaux-Arts :  Le Festin d'Hérode[23];
- Lille, palais des Beaux-Arts :
  - Le Christ montant au Calvaire et la rencontre de sainte Véronique ;
  - Présentation de la sainte Tunique à Charles Quint ;
- Paris, musée du Louvre :
  - Allégorie de la fortune ;
  - Salomon au trésor du Temple (?) ;
- Périgueux, musée d'Art et d'Archéologie du Périgord :
  - Le Roi Salomon rendant grâce au dieu Moloch à la demande de ses cent femmes ;
  - Allégorie de l'occasion ;
- Roanne, musée des Beaux-Arts et d'Archéologie Joseph-Déchelette : La rencontre de David et Abigaïl (vers 1621-1622) ;
- Saint-Omer, cathédrale : Le Jugement du Christ devant le Sanhédrin, huile sur toile de 300 × 700 cm ;
- Tours, musée des Beaux-Arts : L'Enlèvement d'Hélène, 1625. Huile sur bois, 87 × 120 cm. ;

#### En Italie
- Milan : Le Banquet des dieux[24].

#### Aux Pays-Bas
- Amsterdam, Rijksmuseum, Allégorie de l'abdication de l'empereur Charles V à Bruxelles
- La Haye, Mauritshuis : Un bal à la cour des archiducs Albert et Isabelle[25].

#### En Suède
- Stockholm, musée Hallwyl : Visite chez le marchand d'art.

#### Collections privées
- Le passage de la Mer Rouge, huile sur cuivre, 50,5 par 63,5, à Versailles, le tableau est mis en vente publique, à Amsterdam, par Sotheby's en novembre 2011.
- L'Homme à la croisée des chemins entre le vice et la vertu, huile sur bois, 1,42 par 2,10 m, vente chez Dorotheum, à Vienne, le 21 avril 2010, adjugé 7 022 300 euros, acheté 12 millions par le musée des Beaux-arts de Boston. . Provenance: cadeau de la ville d'Anvers à Peter Joseph Franken-Siersdorf, évêque d'Anvers puis famille Sierstorpff, château de Driburg, Westphalie..

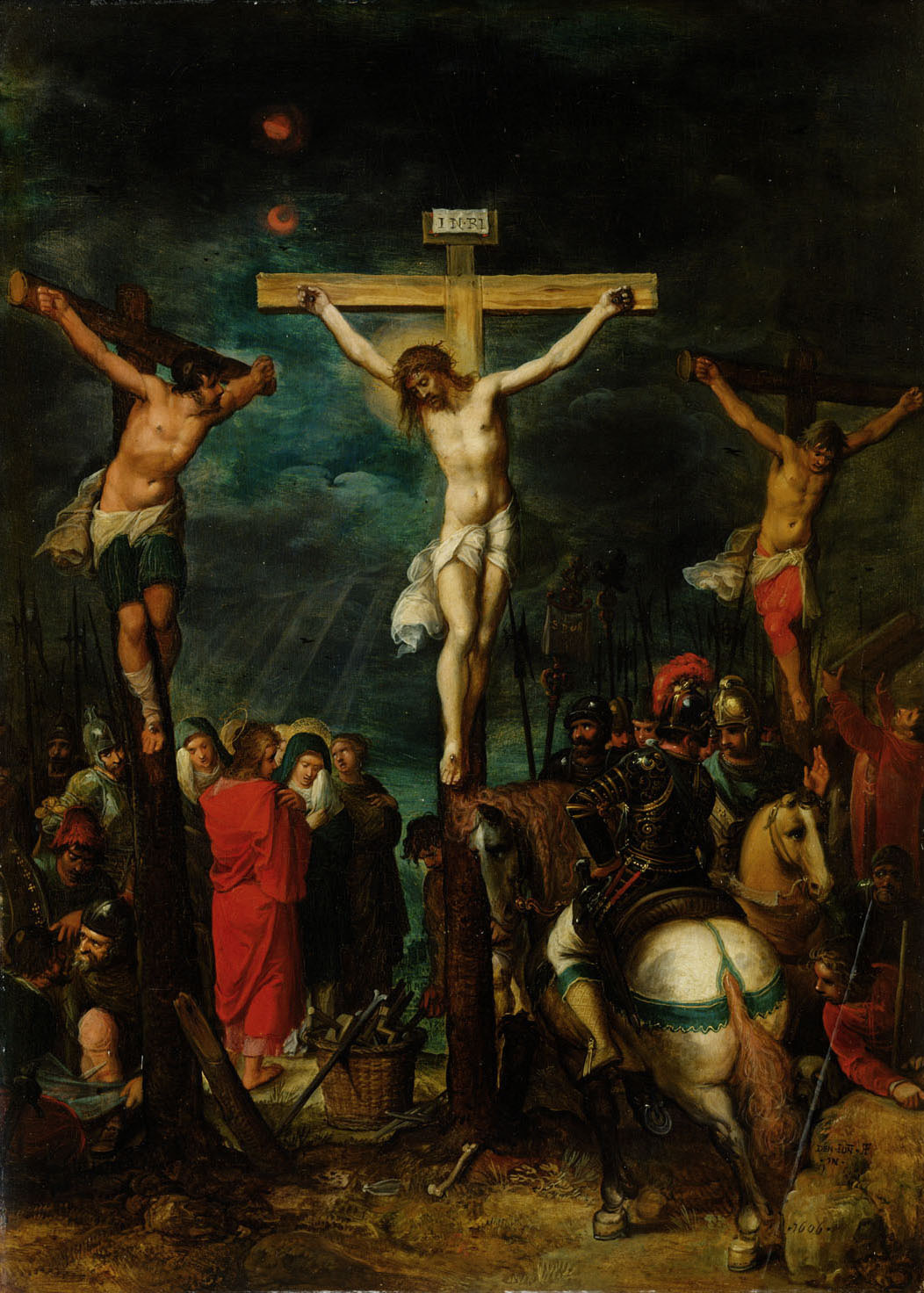
Crucifixion (1606), Kunsthistorisches Museum.
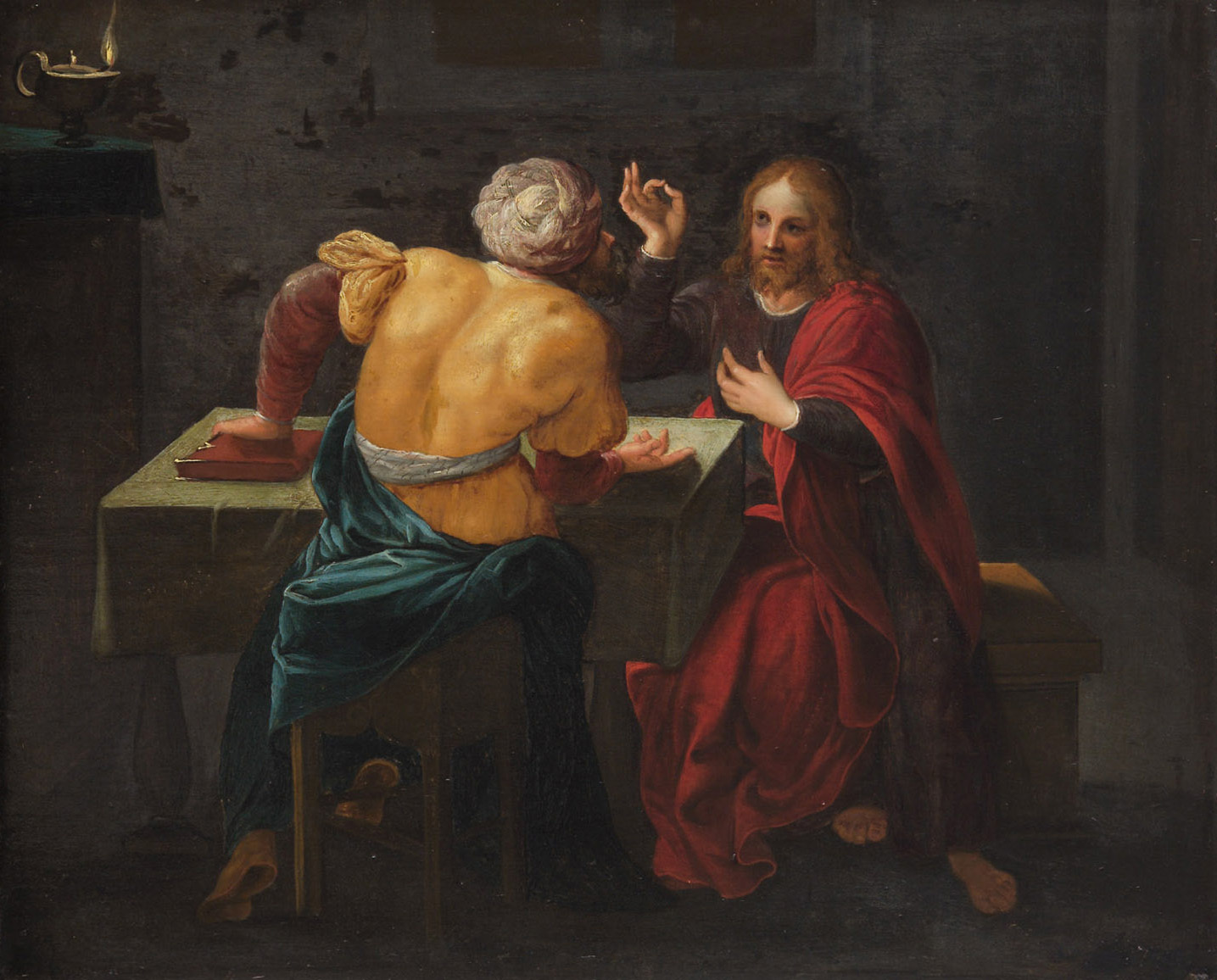
Le Christ et Nicodème (v.1610), Kunsthistorisches Museum.
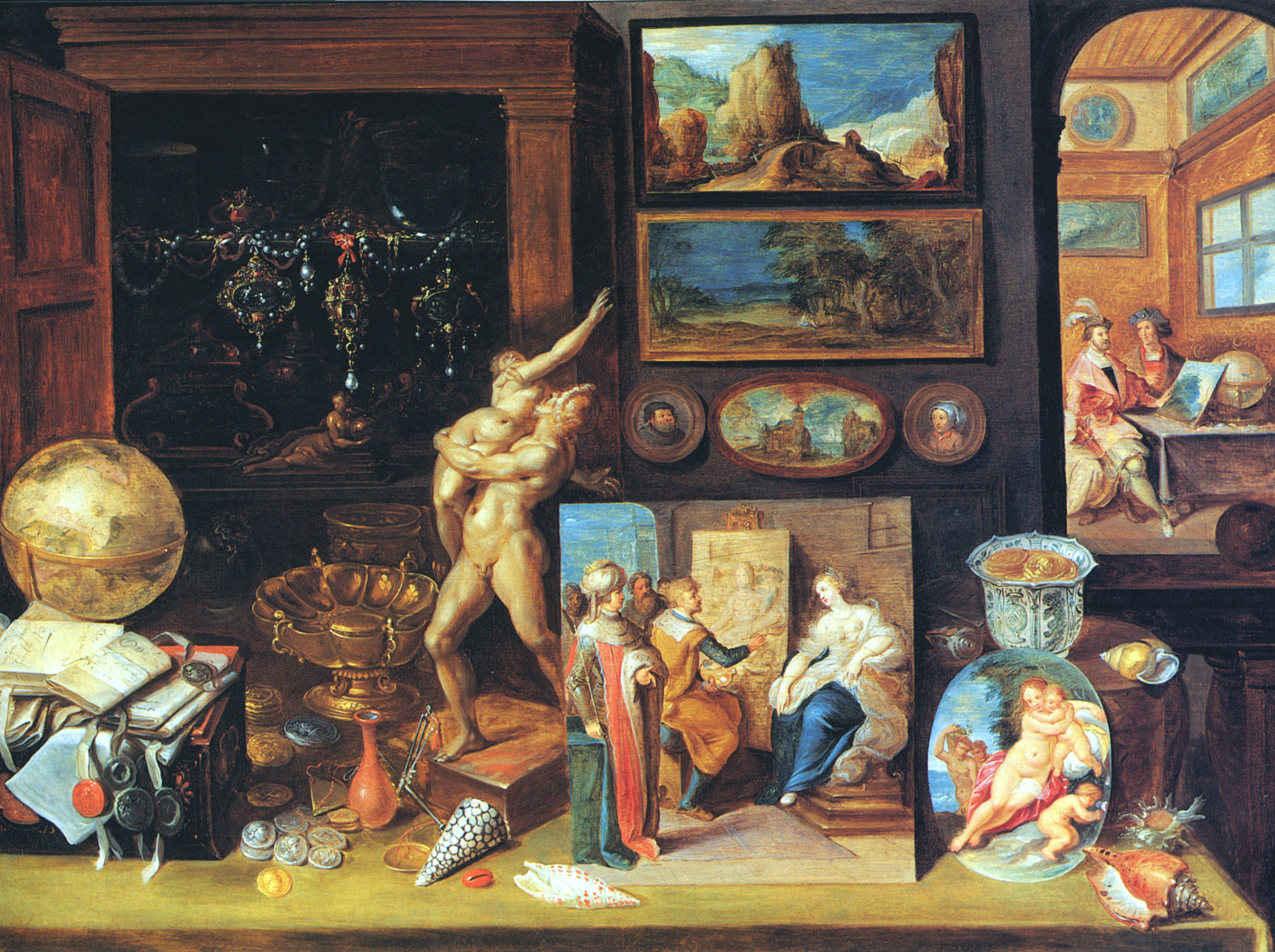
Cabinet d'un collectionneur (1625), Kunsthistorisches Museum.
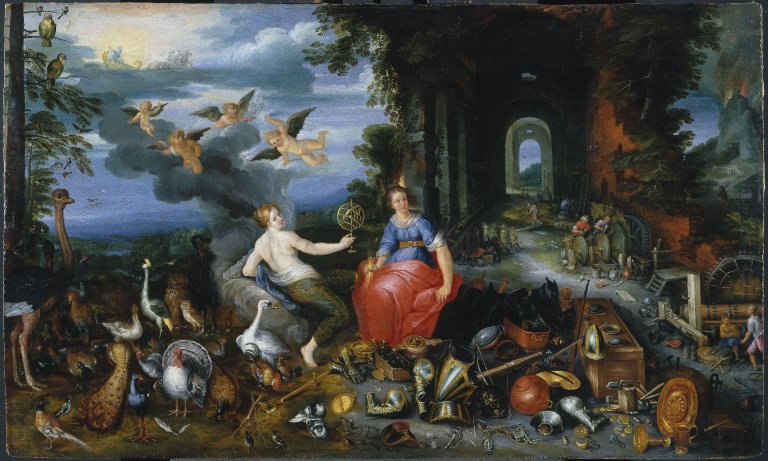
Allégorie de l'air et du feu (1628-1632), Brooklyn Museum.
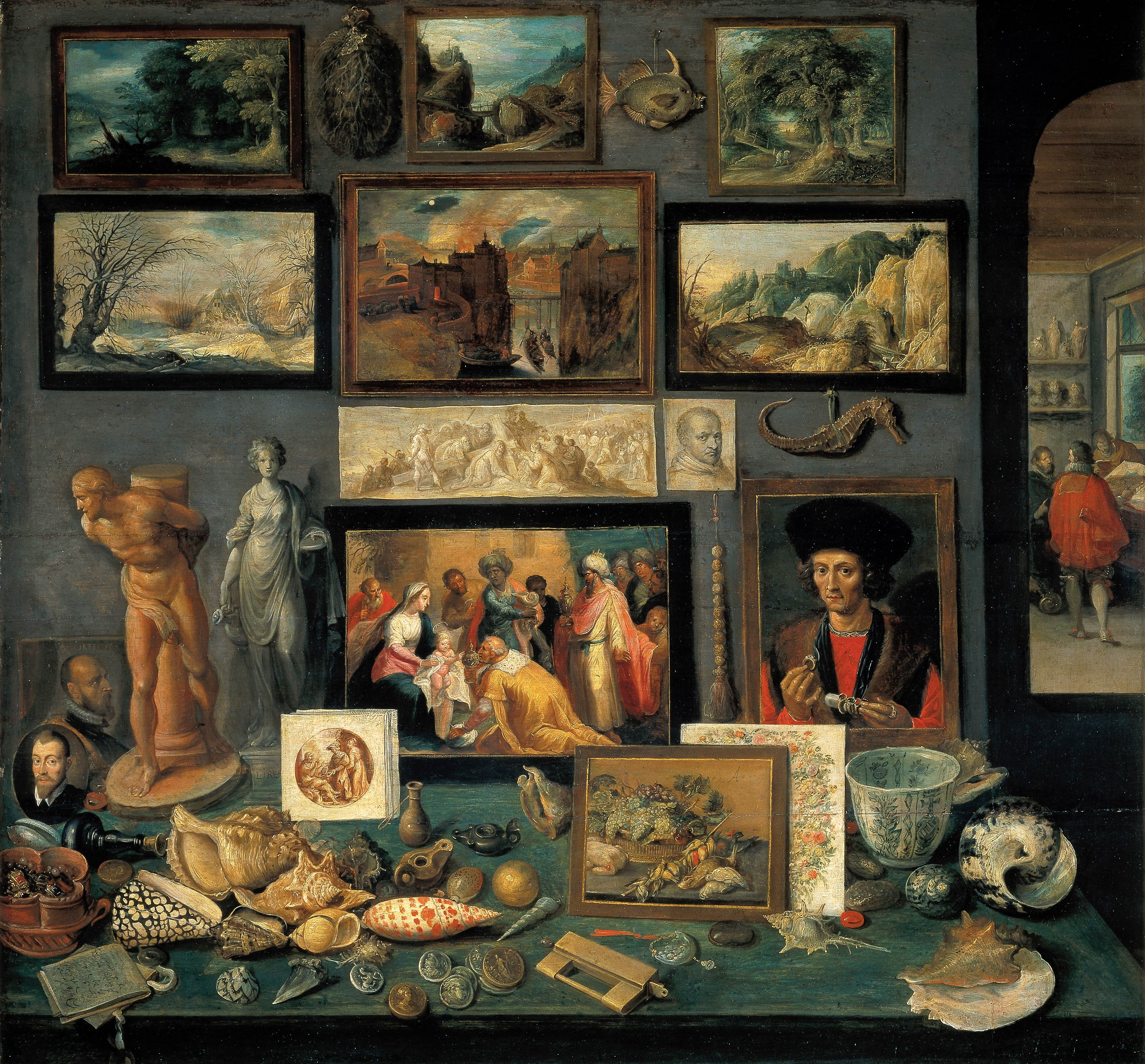
Cabinet d'art et de curiosités (1636), Kunsthistorisches Museum.
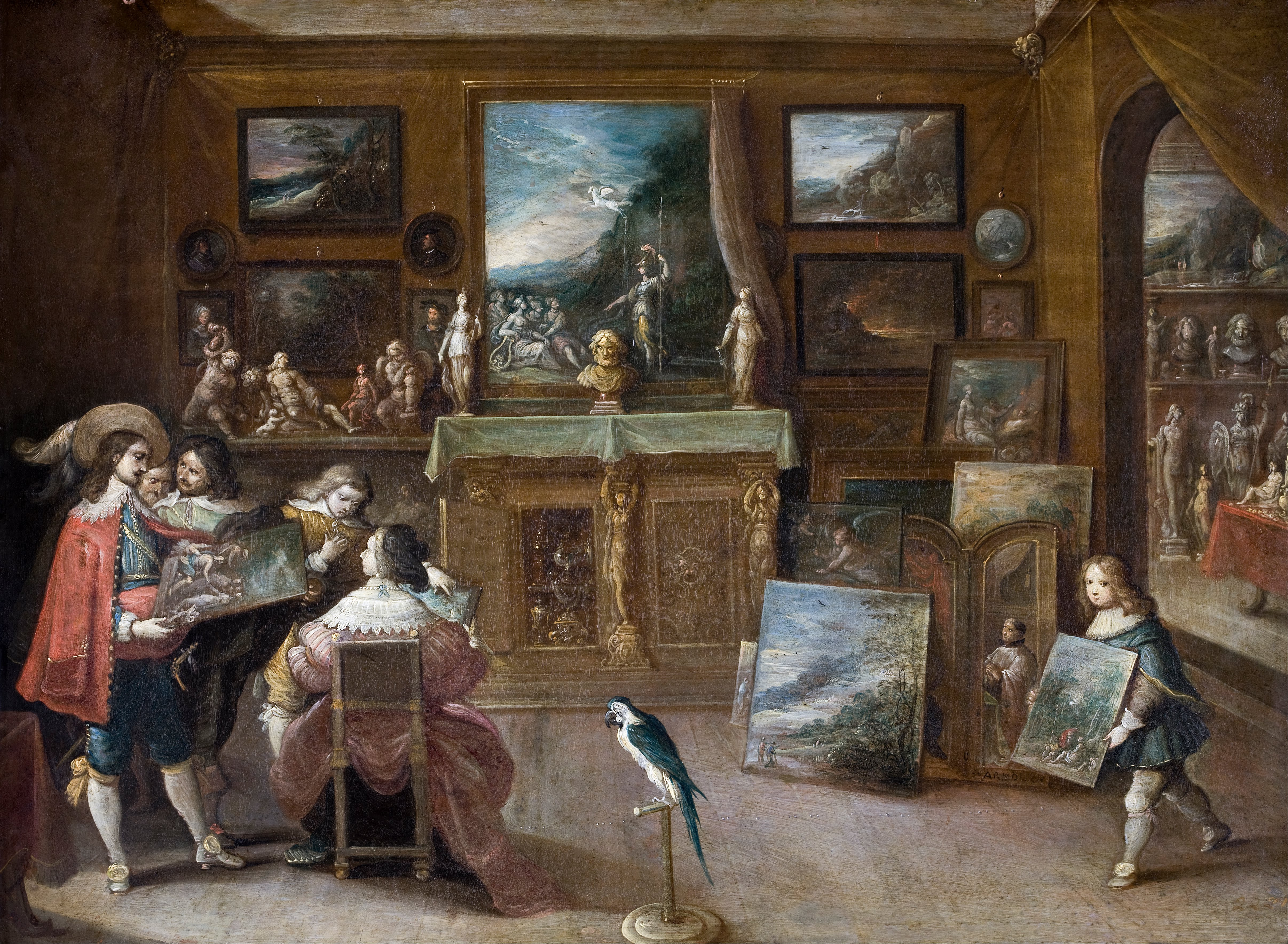
Visite chez un marchand d'art, Musée Hallwyl, Stockholm.
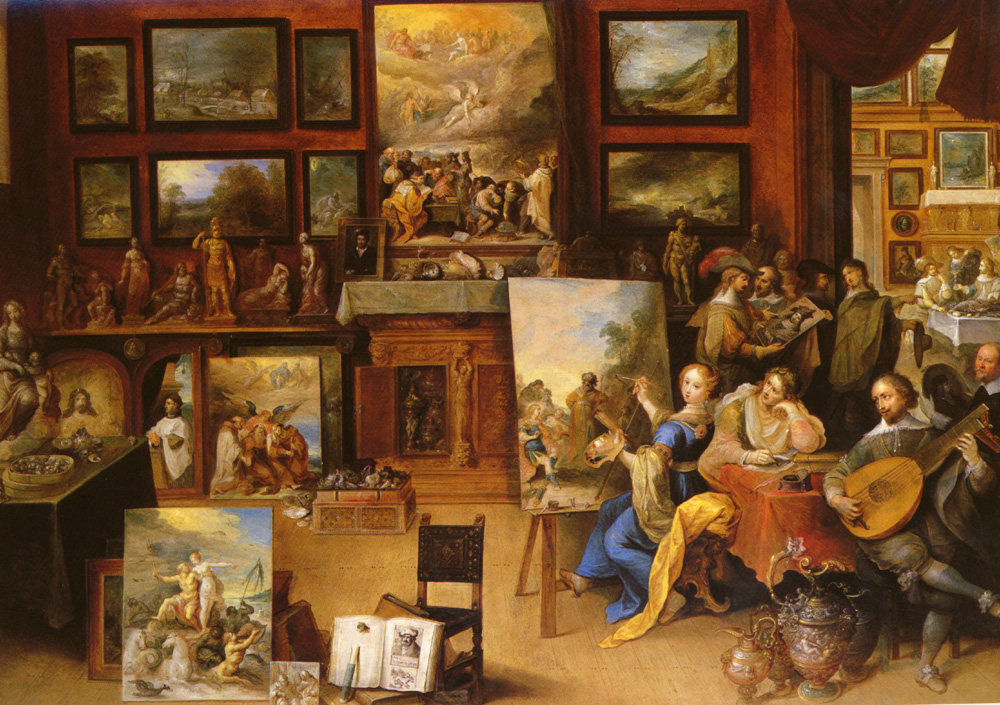
Peinture, Poésie et Musique.
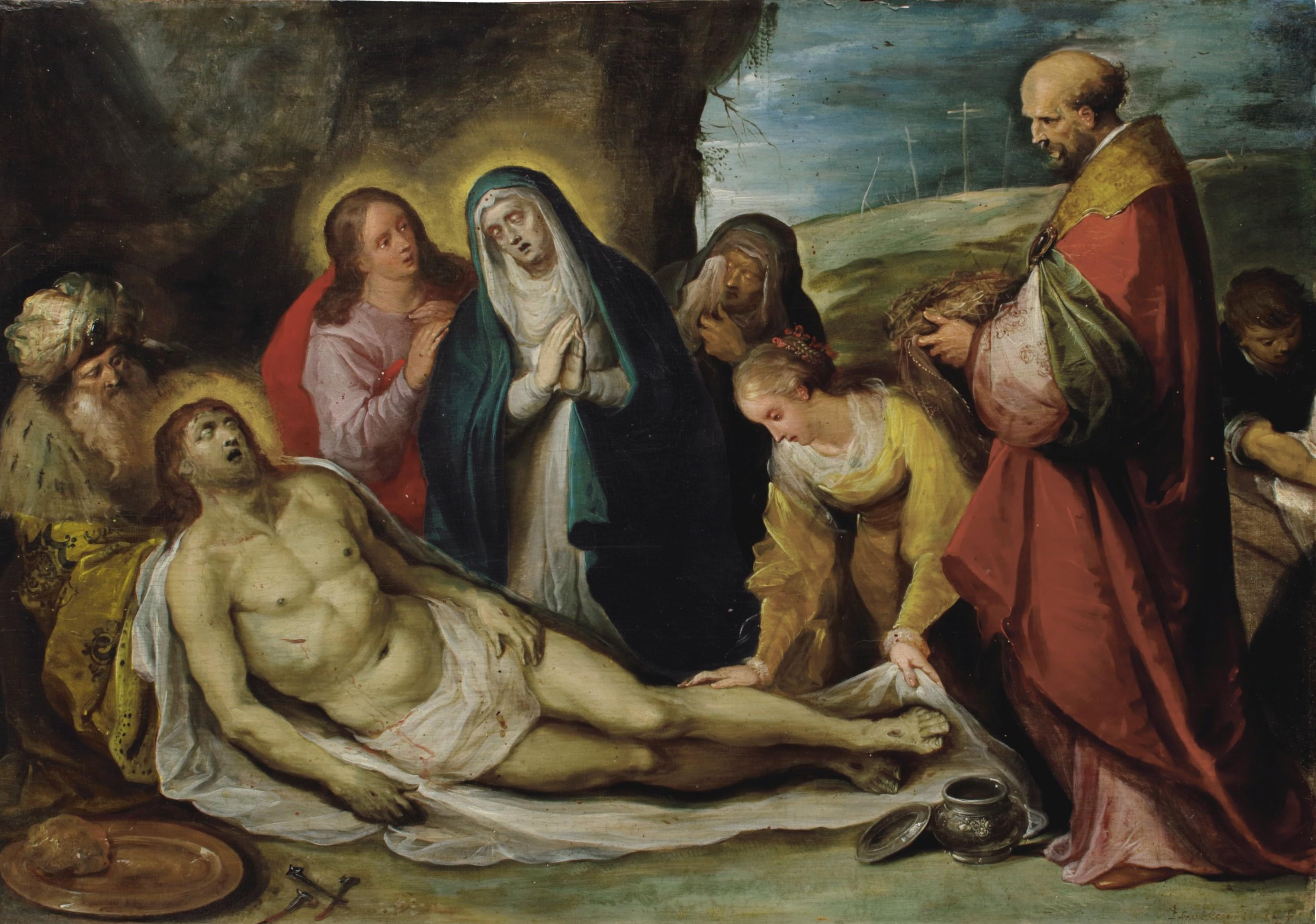
Lamentations Collection privée, Bassengue 2016.
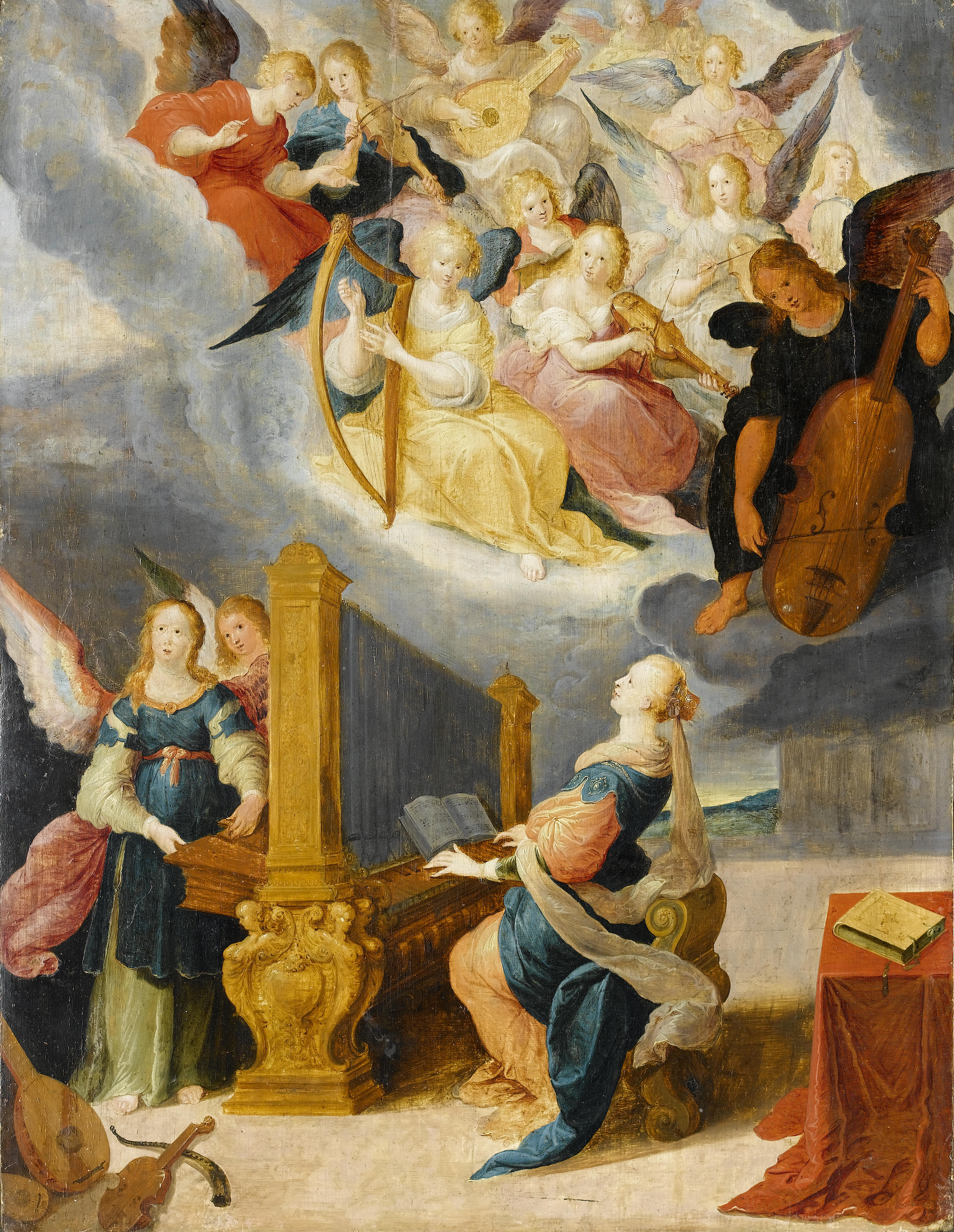
Sainte Cécile (atelier), Bonhams Londres 2007.
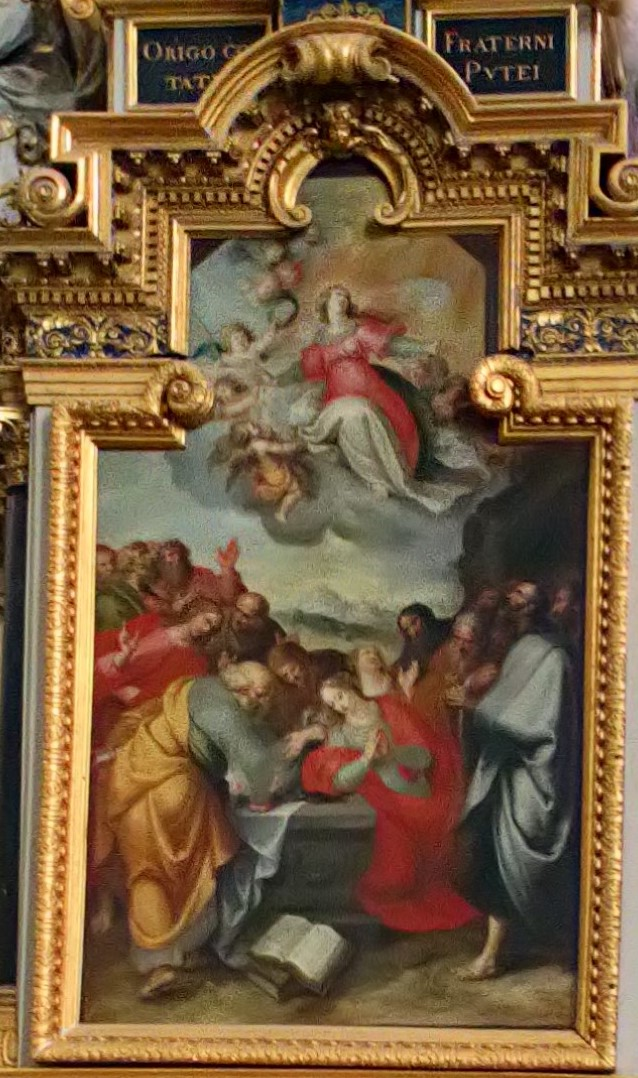
L'Assomption de la Vierge (1627), Cathédrale Notre-Dame d'Amiens